# West Middlesex
West Middlesex es un borough ubicado en el condado de Mercer en el estado estadounidense de Pensilvania. En el año 2000 tenía una población de 929 habitantes y una densidad poblacional de 379 personas por km².

## Geografía
West Middlesex se encuentra ubicado en las coordenadas 41°10′25″N 80°27′25″O / 41.17361, -80.45694

## Demografía
Según la Oficina del Censo en 2000 los ingresos medios por hogar en la localidad eran de $34,938 y los ingresos medios por familia eran $38,906. Los hombres tenían unos ingresos medios de $32,857 frente a los $18,750 para las mujeres. La renta per cápita para la localidad era de $16,332. Alrededor del 4.7% de la población estaba por debajo del umbral de pobreza.